# Комаров, Владимир Иванович (экономист)
Владимир Иванович Комаров (15.03.1930-25.09.2004) — российский учёный в области экономики и управления пищевых и перерабатывающих отраслей АПК, член-корреспондент РАСХН (1993).

## Биография
Родился в г. Максатиха Тверской области. Окончил техникум (1951) и Всесоюзный заочный институт пищевой промышленности (1960).
- 1951—1953 главный механик хлебозавода № 2 в Саратове,
- 1953—1957 инженер Росглавхлеба,
- 1957—1958 инженер-конструктор хлебозавода № 5 в Москве,
- 1958—1962 старший инженер Управления хлебопекарной промышленности Мосгорисполкома,
- 1962—1967 главный инженер Комбината мучнисто-кондитерских изделий,
- 1967—1975 начальник отдела Минпищепрома СССР.
- 1975—2003 директор (1975—2001), заместитель директора (2002—2003) НИИ информации и технико-экономических исследований в пищевой промышленности,
- 2003—2004 главный научный сотрудник Информационно-аналитического центра пищевой промышленности Всероссийского НИИ мясной промышленности.

Доктор экономических наук (1992), профессор (1994), член-корреспондент РАСХН (1993).
Научные работы посвящены проблемам технико-экономического и научно-информационного обеспечения пищевой и перерабатывающей промышленности.
Заслуженный экономист РСФСР (1983). Награждён медалями СССР и РФ, медалями ВДНХ, Почётной грамотой Президиума Верховного Совета РСФСР.
Публикации:
- Концентрация и специализация производства пищевой промышленности / соавт.: И. Д. Блаш и др. — М.: Лег. и пищ. пром-сть, 1981. — 295 с.
- Экономика предприятий пищевой промышленности в условиях хозрасчета: пособие для экон. всеобуча в АПК / соавт.: Г. Л. Атрахимович и др. — М.: ВО Агропромиздат, 1990. — 254 с.
- Экономика хлебопекарного производства: повышение эффективности / соавт.: А. С. Степанова и др. — М.: Агропромиздат, 1990. — 158 с.
- Вторичные сырьевые ресурсы пищевой и перерабатывающей промышленности АПК России и охрана окружающей среды: справ. / соавт.: Е. И. Сизенко и др. — М.: Пищепромиздат, 1999. — 465 с.
- Пищевая промышленность России в условиях рыночной экономики / соавт.: Е. И. Сизенко и др. — М.: Пищепромиздат, 2002. — 690 с.